# 草野あきこ
草野 あきこ（くさの あきこ、1969年 -  ）は、日本の児童文学作家。福岡県在住。

## 略歴
福岡女子短期大学音楽科卒業。朝日カルチャーセンター福岡童話教室「オルゴールの会」会員。
第32回福島正実記念SF童話賞大賞受賞。
2015年、『おばけ道、ただいま工事中!?』（岩崎書店）でデビュー。同作品で第49回日本児童文学者協会新人賞を受賞。
『魔女ののろいアメ』（PHP研究所）で第65回青少年読書感想文全国コンクール課題図書。

## 著書
『魔女みならいのキク とっておきのどうわ』（PHP研究所、2021）